# Первая аксиома счётности
Первая аксиома счётности ― понятие общей топологии.
Топологическое пространство удовлетворяет первой аксиоме счётности, если система окрестностей всякой его точки обладает счётной базой.

## Примеры
Первой аксиоме счётности удовлетворяют
- метрические пространства,
- пространство непрерывных функций на отрезке и др.
- всякое дискретное топологическое пространство

Первой аксиоме счётности не удовлетворяют
- Топология Зарисского на вещественной прямой,
- Пространство Аренса — Форта.

## Свойства
- Пространства, удовлетворяющие второй аксиоме счётности, удовлетворяют и первой аксиоме счётности.
  - Обратное неверно, например, всякое несчётное пространство с дискретной топологией не удовлетворяет второй аксиоме счётности.
- В пространствах с первой аксиомой счётности справедливо утверждение: точка принадлежит замыканию некоторого множества тогда и только тогда, когда существует последовательность точек этого множества, сходящаяся к данной.
  - Понятие сходимости последовательности и соответствующего ее предела корректно определено только для пространств с первой аксиомой счётности, так как именно в таких пространствах если существует предел последовательности, то он единственный.

## История
Класс пространств, удовлетворяющих первой аксиоме счётности, выделен Хаусдорфом в 1914 году.